# Pachyprotasis antennata
Pachyprotasis antennata är en stekelart som först beskrevs av Johann Christoph Friedrich Klug 1817.  Pachyprotasis antennata ingår i släktet Pachyprotasis, och familjen bladsteklar. Arten är reproducerande i Sverige.